# 門屋盛一
門屋 盛一（かどや もりいち、1896年（明治29年）4月30日 - 1961年（昭和36年）5月10日）は、昭和期の実業家、政治家。参議院議員（1期）。

## 経歴
愛媛県風早郡河野村（温泉郡河野村、北条町、北条市を経て現松山市）で、門屋フミの息子として生まれる。幼くして両親と大分県、のちの佐伯市に移った。貧しい家庭のため12歳から小学校給仕となる。村役場給仕、大分県南海部郡戊申溜池普通水利組合書記、薬局生などを務め、独学を続けた。長崎県の崎戸炭坑に移り採炭夫として働く。三菱長崎造船所工業補修学校に入学し木型職工となる。21歳で鉄道工業合資会社に転じ土木事業に係わる。24歳で同社桂事務所現場主任に就任し丹那トンネル工事に従事した。1921年（大正10年）4月1日、トンネル崩落事故に遭遇し、同月8日に救出された。
丹那トンネル工事終了後、群馬水電松谷発電所工事を担当したが、大分県の梅林組に招かれて支配人に就任。1938年（昭和13年）から星野組の下請人となり、同社取締役、専務取締役を歴任し、1946年（昭和21年）同社長に就任した。星野組の根拠地を佐世保市に移し、佐世保高等美術工芸学校長、佐世保復興建設協会理事、日本建設工業会長崎県部長、佐世保海外引揚者後援会副理事長、佐世保商工会議所監事、九州女子専門学校監事、佐世保時事新聞社社長などを務めた。また、戦災孤児収容所佐世保滋海を経営した。
清水武夫（任期3年）の死去に伴い、1948年（昭和23年）1月に実施された第1回参議院議員通常選挙長崎県地方区補欠選挙に民主党所属で出馬して当選し、その後、国民民主党に所属して1950年（昭和25年）5月まで参議院議員に1期在任した。この間、民主党副幹事長などを務めた。1948年、佐世保地区における隠退蔵物資等に関する事件で衆議院不当財産取引調査特別委員会に証人喚問された。
佐世保市の経済状況が思わしくなくなると関東地区に拠点を移した。
長年、建設業に携わり技術向上改善に努め業界団体要職に就いて向上発展に寄与したとして1955年（昭和30年）、藍綬褒章受章。
1961年（昭和36年）5月10日死去、65歳。死没日をもって勲四等瑞宝章追贈、従五位に叙される。

## 国政選挙歴
- 第1回参議院議員通常選挙補欠選挙（長崎県地方区、1948年1月、民主党）当選[6]
- 第2回参議院議員通常選挙（全国区、1950年6月、国民民主党）落選[10]
- 第4回参議院議員通常選挙（全国区、1956年7月、自由民主党）落選[11]